# Дмитровка (Генический район)
Дмитровка (укр. Дмитрівка) — село в Ивановской поселковой общине Генического района Херсонской области Украины.
Население по переписи 2001 года составляло 86 человек. Занимает площадь 19,554 км². Почтовый индекс — 75441. Телефонный код — 5531.

## Местный совет
75441, Херсонская обл., Ивановский р-н, с. Новодмитровка Вторая, ул. Ленина, 18